# MVP 07: NCAA Baseball
Az MVP 07: NCAA Baseball baseball-videójáték, az MVP Baseball sorozat utolsó tagja, melyet az EA Canada fejlesztett és az EA Sports jelentetett meg. A játék 2007. február 6-án jelent meg Észak-Amerikában, kizárólag PlayStation 2 otthoni videójáték-konzolra.
A játék borítóján Jered Weaver Long Beach State Dirtbags-kezdődobó, a 2004-es Roger Clemens-díj nyertese szerepel.

## Fogadtatás
| Összegzőoldal | Értékelés |
| ------------- | --------- |
| GameRankings  | 77%       |
| Metacritic    | 76/100    |

| Szerző        | Értékelés |
| ------------- | --------- |
| 1Up.com       | C+        |
| EGM           | 6,67/10   |
| Game Informer | 7/10      |
| GamePro       | [ 6 ]     |
| GameSpot      | 7,7/10    |
| GameSpy       | [ 8 ]     |
| GameTrailers  | 8,3/10    |
| GameZone      | 7,9/10    |
| IGN           | 7,6/10    |
| PSM           | 8,5/10    |

A játék kedvező kritikai fogadtatásban részesült a GameRankings és a Metacritic kritikaösszegző weboldalak adatai szerint.

## Fordítás
- Ez a szócikk részben vagy egészben az MVP 07: NCAA Baseball című angol Wikipédia-szócikk ezen változatának fordításán alapul.  Az eredeti cikk szerkesztőit annak laptörténete sorolja fel. Ez a jelzés csupán a megfogalmazás eredetét és a szerzői jogokat jelzi, nem szolgál a cikkben szereplő információk forrásmegjelöléseként.